# Staunton (Illinois)
Staunton – miasto w Stanach Zjednoczonych, w stanie Illinois, w hrabstwie Macoupin.